# St Merryn
St Merryn es una localidad situada en el condado de Cornualles, en Inglaterra (Reino Unido). Según el censo de 2011, tiene una población de 1606 habitantes.
Está ubicada al oeste de la península del Suroeste, cerca de la orilla del canal de Bristol y del canal de la Mancha (océano Atlántico).